# Русская плита
Русская плита — центральная часть Восточно-Европейской платформы, расположенная между Балтийским щитом на севере, Украинским щитом на юге, Предуральским прогибом на востоке.

## Строение и история формирования
На западе Русской плиты в сводовых частях Белорусской антеклизы и Воронежской антеклизы фундамент залегает около поверхности Земли, иногда образует обнажения.
На востоке плиты наиболее крупной является Волго-Уральская антеклиза. Центральную часть Русской плиты занимает Московская синеклиза, которая на северо-востоке переходит в Мезенскую.
На восточной окраине плиты Камско-Бельский перикратонный прогиб, на западной — Балтийско-Приднестровская зона перикратонных прогибов, в составе которой Балтийская синеклиза, Подлясско-Брестская впадина.
На юго-востоке платформы Прикаспийская впадина (наиболее глубокая). Между антеклизами находится ряд молодых  (палеозойских) авлакогенов: Припятско-Донецкий, Вятский, Дон-Медведевский. В мезозое и раннем кайнозое над Припятско-Донецким авлакогеном образовалась Припятско-Днепровская синеклиза. Перед горными сооружениями Урала и Карпат образовались Предуральский и Предкарпатский краевые прогибы.